# Ptochostola
Genre
Ptochostola est un genre de lépidoptères (papillons) de la famille des Crambidae. 

## Liste des espèces
Selon FUNET Tree of Life (12 mars 2020) :
- Ptochostola asaphes Turner, 1937
- Ptochostola dirutellus (Walker, 1866)
- Ptochostola metascotiella Hampson, 1919
- Ptochostola microphaeellus (Walker, 1866)